# 谢尔盖·奥布霍夫
谢尔盖·帕夫洛维奇·奥布霍夫（romanized: Sergey Pavlovich Obukhov；1958年10月5日—）俄罗斯政治人物，第五届、第六届和第八届国家杜马议员。自2008年，他任现任俄罗斯联邦共产党中央委员会书记。他还是国家杜马公共协会和宗教组织委员会的成员。

## 制裁
奥布霍夫于2022年因俄乌战争受到英国政府制裁。